# ハネフクベ

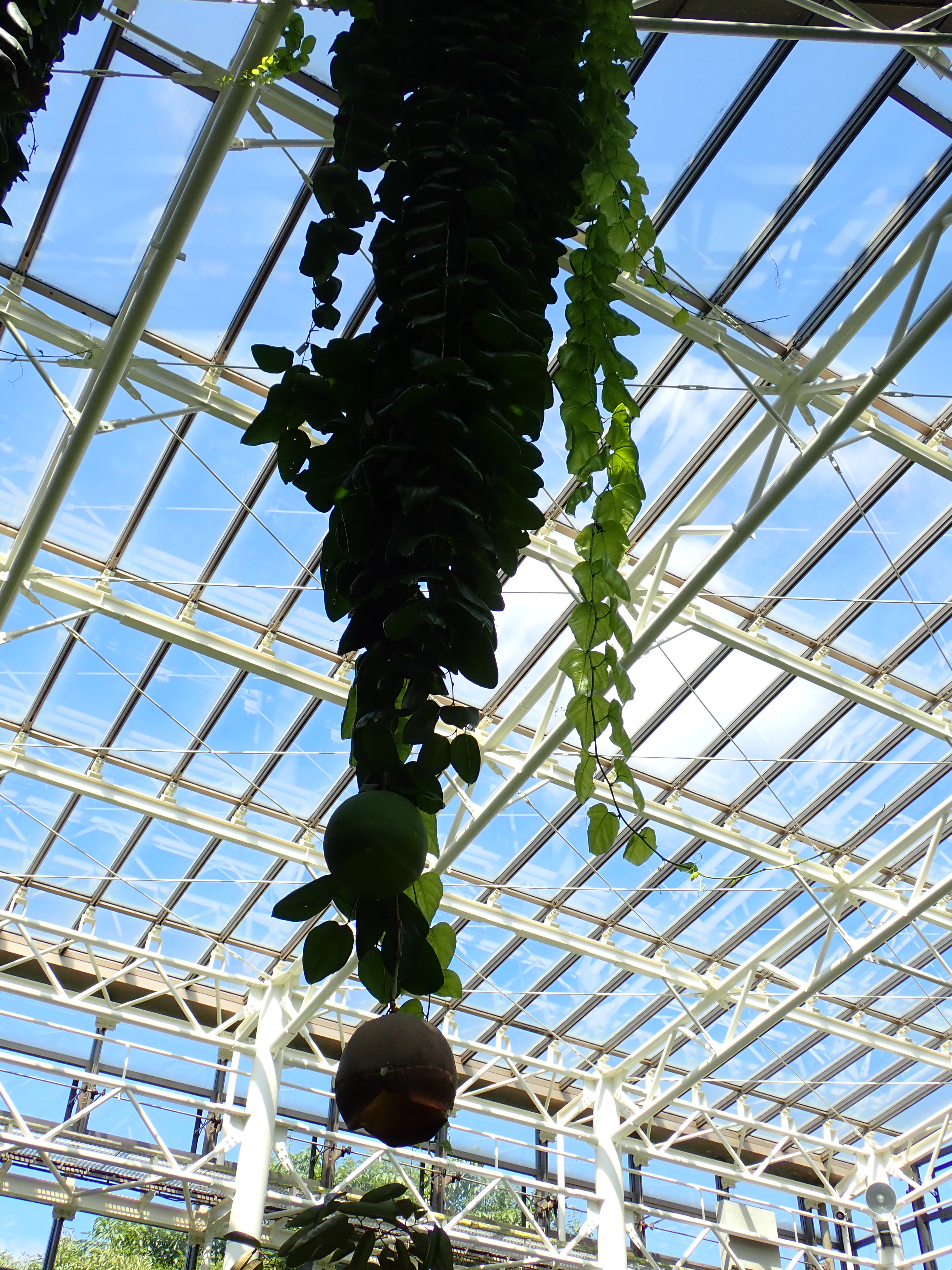
ハネフクベ（2024年8月 沖縄県本部町 熱帯ドリームセンター）

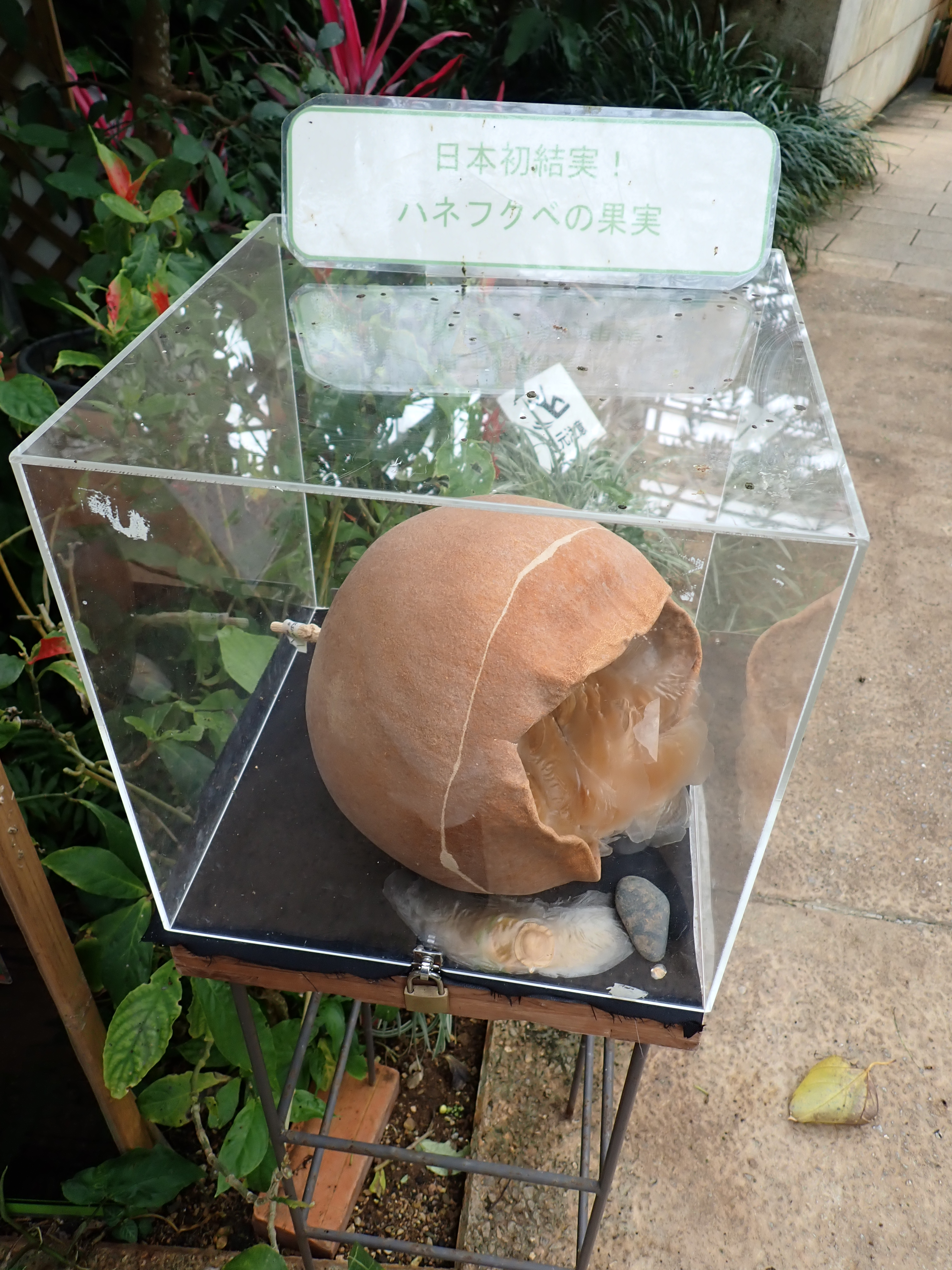
収穫後に展示されるハネフクベの実と種子（2024年5月 沖縄県本部町 熱帯ドリームセンター）

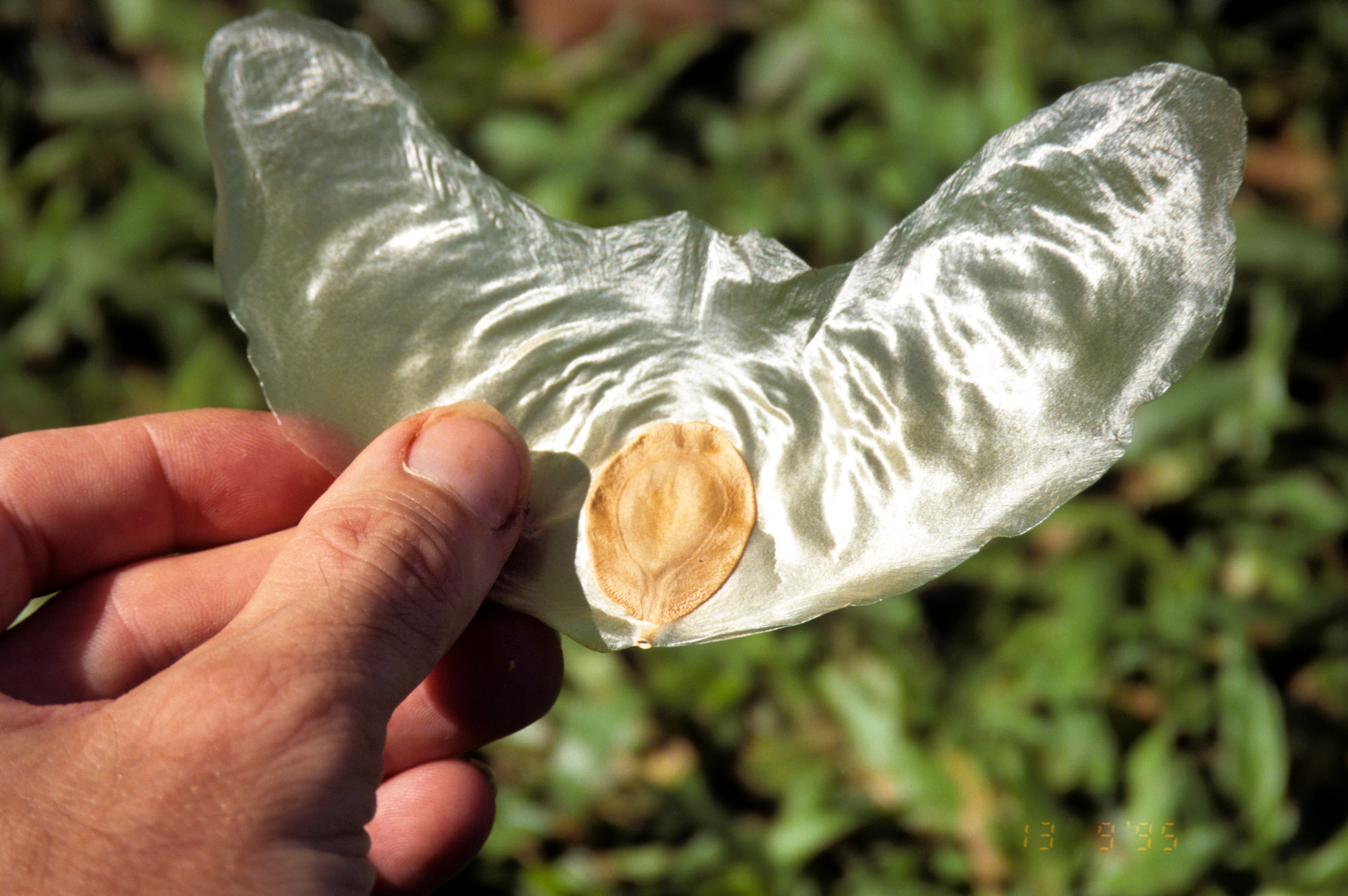
ハネフクベの種子
（Wikimedia Commonsより）

ハネフクベ（学名：Alsomitra macrocarpa）はウリ科アルソミトラ属のつる植物。
本種の別名ともされるヒョウタンカズラは、アカネ科の別種の和名でもある。

## 特徴
高木に巻きつき生育し、球形で人の頭ほどの大きさの巨大な果実を数十メートルの高所につける。果実は熟すると下の蓋が取れ、揺れるたびに平たく大きな種子が中から放出される。種子は薄い翼を持つ。両翼あわせて12–15 cmに達し、世界最大の滑空型種子とされる。放出後はゆっくりとグライダーのように滑空し、条件が良ければ数百メートル先まで飛ぶとされる。初期の航空技術者が飛行機の翼の設計の参考にしたともいわれる。

## 分布と生育環境
タイ、フィリピン、マレーシア、インドネシア、パプアニューギニア、ビスマルク諸島。日本では沖縄県の海洋博公園にある熱帯ドリームセンターの果樹温室内で開花・展示されている。